# Бойково-на-Чернаве
Бойково-на-Чернаве — деревня в Калинском округе Тверской области России. Входит в Калининский муниципальный округ.

## Название
На карте 1853 года — деревня Байкова. До 2024 года — Бойково. 25 декабря 2023 года переименовано в Бойково-на-Чернаве.

## География
Деревня находится в юго-восточной части Тверской области на расстоянии приблизительно 17 км на юг по прямой от города Тверь.

## История
Деревня была отмечена на карте ещё 1853 года (тогда Байкова).
В 1859 году деревня Тверского уезда Тверской губернии.
В 2005—2023 годах входила в состав Бурашевского сельского поселения Калининского муниципального района.
Законом Тверской области от 26.05.2023 № 25-ЗО Бурашевское сельское поселение было упразднено с включением всех населённых пунктов поселения в состав Калининского муниципального округа.
В сентября 2023 года главы сельских поселений Калининского района провели сходы граждан и по предложению сельчан внесли на рассмотрение депутатов Думы Калининского округа предложения о переименовании ряда населённых пунктов, имеющих в округе одинаковые названия, в том числе по Байково.
25 декабря 2023 года Решением Думы Калининского района Тверской области «О переименовании населенных пунктов» от 25 декабря 2023 года № 120  переименовано в Бойково-на-Чернаве.

## Население
| 2010 |
| ---- |
| 1    |

Численность населения: 60 человек (1859 год), 2 (русские 100 %) в 2002 году, 1 в 2010.

## Инфраструктура
Личное подсобное хозяйство с зоной сельскохозяйственного использования, индивидуальная застройка усадебного типа.
В 1859 году учтено 5 дворов.
В 1941 году отмечено 14 дворов.

## Достопримечательности
Эко-отель «Шанти» и охотничья база Пизган.

## Транспорт
Обычная автомобильная дорога (нескоростная автомобильная дорога). Вид покрытия -
грунтовые. Протяженность — 1 076 метра. Число полос движения — 1.
Категория — IV.